# Sherrard (Illinois)
Pour les articles homonymes, voir Sherrard.
Sherrard est un village du comté de Mercer dans l'Illinois, aux États-Unis,. Situé au nord-est du comté, il est incorporé le 20 octobre 1896.

## Démographie
Lors du recensement de 2010, le village comptait une population de 640 habitants. Elle est estimée, en 2016, à 600 habitants.

### Source de la traduction
- (en) Cet article est partiellement ou en totalité issu de l’article de Wikipédia en anglais intitulé « Sherrard, Illinois » (voir la liste des auteurs).